# Dendroperdix
A Dendroperdix a madarak osztályának tyúkalakúak (Galliformes) rendjébe és a fácánfélék (Phasianidae) családjába tartozó nem.

## Rendszerezés
Besorolásuk vitatott, egyes rendszerezők a Francolinus nembe sorolják az ide tartozó fajokat is.
A nembe az alábbi 2 faj tartozik:
- bóbitás frankolin (Dendroperdix sephaena vagy Francolinus sephaena)
- Dendroperdix streptophorus vagy Francolinus streptophorus)